# New Post (Wisconsin)
New Post es un lugar designado por el censo ubicado en el condado de Sawyer en el estado estadounidense de Wisconsin. En el Censo de 2010 tenía una población de 305 habitantes y una densidad poblacional de 4,3 personas por km².

## Geografía
New Post se encuentra ubicado en las coordenadas 45°53′49″N 91°11′33″O / 45.89694, -91.19250. Según la Oficina del Censo de los Estados Unidos, New Post tiene una superficie total de 70.9 km², de la cual 53.03 km² corresponden a tierra firme y (25.19%) 17.86 km² es agua.

## Demografía
Según el censo de 2010, había 305 personas residiendo en New Post. La densidad de población era de 4,3 hab./km². De los 305 habitantes, New Post estaba compuesto por el 28.2% blancos, el 0% eran afroamericanos, el 68.2% eran amerindios, el 0% eran asiáticos, el 0% eran isleños del Pacífico, el 0.66% eran de otras razas y el 2.95% pertenecían a dos o más razas. Del total de la población el 2.95% eran hispanos o latinos de cualquier raza.